# Oregon Caves National Monument

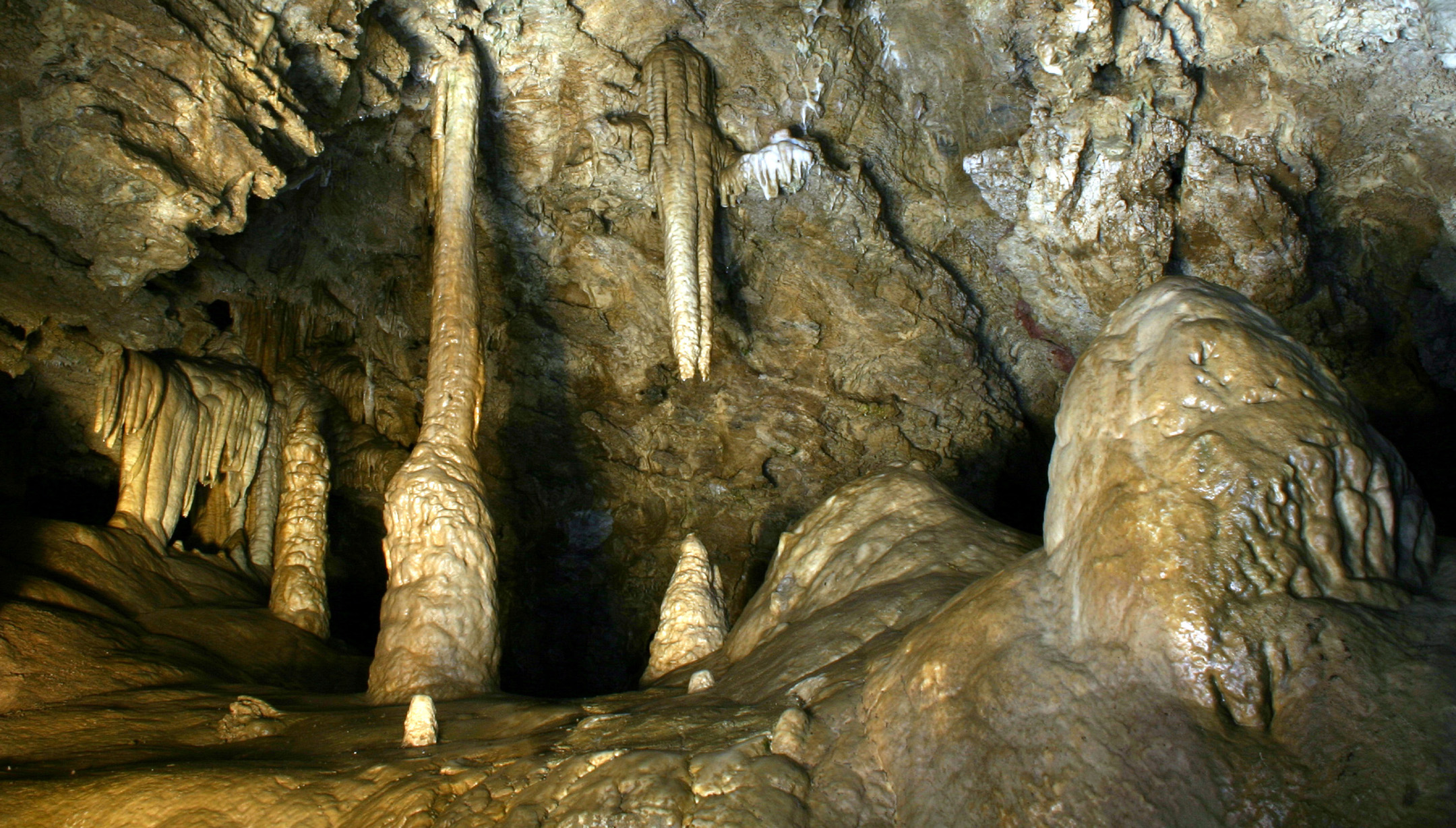
Sala Millers Chapel w jaskini

Oregon Caves National Monument – amerykański pomnik narodowy, znajdujący się w stanie Oregon. Na jego obszarze znajdują się uformowana w marmurowych skałach jaskinia, zabytkowe budynki oraz pierwotne lasy.
Park został ustanowiony przez prezydenta Williama Howarda Tafta 12 lipca 1909 roku. Obszar objęty ochroną zajmuje powierzchnię 18,43 km² i jak wiele innych pomników narodowych zarządzany jest przez National Park Service.